# 제49회 베네치아 국제 영화제
제49회 베네치아 국제 영화제는 1992년 9월 1일에 열린 시상식이다. 이탈리아 베니스에서 개최되었다.

## 수상 및 후보

### 황금사자상
- 귀주 이야기 - 장이머우 수상

### 볼피컵 여우주연상
- 귀주 이야기 - 공리 수상

### 볼피컵 남우주연상
- 글렌게리 글렌 로스 - 잭 레먼 수상

### 심사위원 특별상
- 나폴리 수학자의 죽음 - 마리오 마르토네 수상